# Afroedura rondavelica
Afroedura rondavelica — вид геконоподібних ящірок родини геконових (Gekkonidae). Ендемік Південно-Африканської Республіки. Описаний у 2014 році.

## Поширення і екологія
Afroedura rondavelica мешкають в місцевості Три Рондавеля в заповіднику каньона річки Блайд, що в провінції Мпумаланга. Вони живуть в тріщинах серед пісковикових скель.